# Leland Stottlemeyer
Le capitaine Leland Stottlemeyer est un policier fictif dans la série américaine Monk, interprété par Ted Levine. Il est capitaine au San Francisco Police Department (SFPD), et ami de longue date d'Adrian Monk. Son adjoint est le lieutenant Randy Disher.

## Biographie
On sait peu de choses de la vie de Stottlemeyer avant son intégration dans la police. Dans l'épisode de la cinquième saison, Monk, 25 ans après, des diapositives embarrassantes le montrent en tenue d'équipement anti-émeute, frappant des manifestants à l'Université de Californie-Berkeley dans les années 1980.
Selon les dires de Stottlemeyer, il est le plus jeune officier dans l'histoire du San Francisco Police Department à être devenu détective, ce qui lui donne au moins quelques années d'ancienneté par rapport à Adrian Monk. Quand Monk est entré dans la police, il est devenu son compagnon de travail, et tout de suite, Monk a montré des capacités étonnantes de déduction quand il a prouvé que le suicide apparent d'une prostituée était en réalité un meurtre.
Les deux hommes travaillent ensemble. Quand Trudy Monk a été assassinée, Stottlemeyer, à contrecœur, doit suspendre Monk de son travail, bien qu'il soit resté son ami. Stottlemeyer a également recruté l'infirmière Sharona Fleming pour aider Monk à récupérer de l'état catatonique dans lequel l'a plongé la mort de Trudy.
Monk a déclaré que Stottlemeyer était le meilleur flic qu'il ait connu.

## Caractéristiques
Leland Stottlemeyer est un homme sérieux, gentil mais qui se montre parfois impatient et emporté. Blond, il porte toujours une grande moustache, excepté lorsqu'il se fait moine dans Monk et la fontaine miraculeuse (S07E09).

## Entourage
- Adrian Monk, son coéquipier
- Sharona Fleming, l'ex-infirmière de Monk
- Natalie Teeger, l'assistante de Monk
- Randy Disher, lieutenant de la police de San Francisco

## Famille
- Karen Stottlemeyer, sa première femme
- Maxima Stottlemeyer, son fils cadet
- Jarred Stottlemeyer, son fils aîné
- Linda Fusco, son ex-petite amie
- Trudy K. "T.K." Jensen-Stottlemeyer, sa seconde épouse

## Relations

### Adrian Monk
Dans les premiers épisodes de la série, il règne une certaine tension entre Stottlemeyer et Monk. Stottlemeyer était dans un rapport un peu antagonique avec Monk parce qu'il était souvent obligé (fréquemment par le commissaire de police) de solliciter l'aide de Monk, et il était souvent exaspéré par ses manies. En plus de cette hostilité, Stottlemeyer était un peu jaloux car il ne possédait pas les dons de déduction de Monk. Toutefois, cette jalousie s'atténuera au fil des épisodes pour totalement disparaitre. Par ailleurs, Leland doute des capacités de Monk à pouvoir réintégrer la police car il a conscience que ses problèmes psychologiques sont un grand handicap. Dans l'épisode Monk va à la fête foraine, il est forcé de trahir Monk en lui faisant part, en toute franchise, de ses craintes de le réintégrer dans la police.
Cependant, en dépit de ces tensions, Stottlemeyer a également beaucoup de sympathie et d'estime pour Monk, car même lui ne peut nier les dons qu'il possède. Lorsque son épouse Karen est blessée et tombe dans le coma, il se rapproche davantage de Monk, à cause du décès de sa femme Trudy. S'il s'en remet aux capacités d'observation et de déduction de Monk, il fait preuve également de compétence à ce sujet. Ainsi, lors d'un voyage à Las Vegas, il semble avoir résolu une enquête alors qu'il est en état d'ébriété à la suite d'un enterrement de vie de garçon. À son réveil, il ne se souvient de presque rien hormis une vague impression, et la déduction lui revient peu à peu en mémoire.
Un autre exemple de la fidélité de Leland en tant qu'ami est illustré dans l'épisode Monk va à New York. Le capitaine accompagne Monk à New York, en l'aidant dans sa recherche pour trouver le meurtrier de Trudy. À New York, Leland s'introduit discrètement dans le bureau du capitaine pour chercher des informations, risquant sa carrière. Il reprochera durement au capitaine de lui avoir caché une information essentielle qui pouvait aider Monk à résoudre le meurtre de son épouse. On remarque que c'était la seule chose dont il s'est inquiété en s'introduisant dans le bureau.
Dans l'épisode Monk en cavale où Monk est arrêté pour meurtre, Stottlemeyer va par amitié jusqu'à aider Monk à simuler sa propre mort, mettant en péril sa propre carrière et sa liberté.

### Randy Disher
Randall Disher, surnommé Randy, est un lieutenant de police pas très malin, aux interventions souvent peu pertinentes, qui travaille avec Leland, dont il est un ami. Avec ses théories pour le moins loufoques, son personnage n'est pas crucial dans la série pour résoudre les enquêtes. La relation de Stottlemeyer avec Disher oscille entre tolérance et frustration. Il accepte les idiosyncrasies de son subalterne et se retient de rire à certaines de ses théories ridicules. Il préfère souvent l'ignorer. Cependant, il apprécie les capacités de Randy et fait montre d'une certaine affection pour lui, particulièrement dans des situations dangereuses. Il l'a même aidé quand Disher a perdu toutes ses économies dans un casino de Las Vegas, en demandant à Monk d'utiliser ses dons pour récupérer l'argent dans l'épisode Monk se pique au jeu.

## Relations romantiques et famille
Leland Stottlemeyer a été marié à Karen pendant vingt années. Il dit qu'ils se connaissent depuis l'enfance. Ils ont deux fils, Jared et Maxima, avec lesquels Leland entretient une relation éloignée puisqu'il passe la majeure partie de son temps au travail. Ainsi, il affronte une crise familiale quand Jared lui désobéit et assiste à un festival de rock. Jared détenant la preuve qui pourrait disculper de meurtre un des musiciens du groupe, il préfère se ranger du côté de son père.
Leland a eu des problèmes conjugaux et il divorce au moins deux fois. Dans l'épisode de la quatrième saison Monk et le mari trompé, il soupçonne sa femme Karen d'avoir une liaison et la prend en filature. À la fin de l'épisode, il est révélé qu'elle n'avait pas d'amant et que l'homme qu'elle voyait était un avocat spécialiste du divorce ; elle avait en effet décidé de mette fin à son mariage. Karen était la deuxième épouse de Stottlemeyer, comme on l'apprend dans la huitième saison, tandis que sa première femme reste inconnue.
Dans l'épisode 5 de la cinquième saison Monk à son compte, Stottlemeyer se ressaisit après son divorce et tombe amoureux de Linda Fusco (Sharon Lawrence), l'agent immobilier qui lui a trouvé un appartement alors qu'il doit vivre seul. Tous deux continuent de se fréquenter jusqu'aux premiers épisodes de la sixième saison, quand Stottlemeyer prévoit de la demander en mariage pendant leur voyage à Hawaï. Avant qu'ils puissent partir, Monk démasque à contrecœur Linda, car c'est elle qui a assassiné son associé. Stottlemeyer l'arrête, puis finit par se demander si leur relation était vraie, ou si elle l'avait manipulé depuis le début pour s'assurer son soutien pour son alibi. Il demande à Disher de l'accompagner à Hawaï où il jette secrètement sa bague de fiançailles dans l'océan. Quand Randy demande ce qu'il a fait, Stottlemeyer répond : « Rien. Juste un caillou. »
Dans la huitième et dernière saison, Leland rencontre une journaliste, T. K. Jensen (Virginia Madsen), et ils commencent à se fréquenter. Quand Sharona voit l'image de T. K. dans le bureau de Stottlemeyer, elle dit que « Stottlemeyer doit se sentir comme s'il avait gagné à la loterie ». Leland épouse T. K. Jensen.